# Daniël Termont
Daniël Termont (Gent, 19 mei 1953) is een Belgisch politicus bij de sp.a en was van 2007 tot 2018 burgemeester van de stad Gent. Hij was tevens voorzitter van Publigas, de Belgische gemeentelijke holding in de aardgassector.

## Levensloop

### Jeugd
Daniël Termont is een zoon van middenstanders uit Mariakerke, langs moederszijde uit een socialistisch milieu. In 1971 behaalde hij een A2-diploma boekhouden op het Stedelijk Instituut voor Handel en Secretariaat. Hoewel zijn beide ouders geen socialistische militanten waren, kwam Termont snel in het politieke milieu terecht. Op veertienjarige leeftijd werd hij actief bij de Socialistische Mutualiteiten. Hij was er achtereenvolgens stichter en voorzitter van de lokale afdeling Maatschappelijke Jongeren Actie (MJA) Mariakerke en tevens van de Jongsocialisten.

### Professionele carrière
Hij deed zijn legerdienst van april 1972 tot april 1973 en werkte daarna tien jaar lang als federaal verantwoordelijke voor MJA, de toenmalige jongerenwerking van de Socialistische Mutualiteiten. In 1973 werd hij voorzitter van de SP-afdeling in Mariakerke, de toenmalige socialistische partij. Op zijn initiatief kwam er in 1979 een eigen lokaal, 'Buurthuis De Vuist', een vzw waarvan Termont nog steeds voorzitter is. Zijn voorzitterschap van de MJA liep tot mei 1983.
In 1976 deed Termont voor de eerste keer mee aan de gemeenteraadsverkiezingen in Gent en werd meteen ook verkozen als gemeenteraadslid, een mandaat dat hij onafgebroken heeft bekleed tot in 2018. Tussen 1973 en 1980 was hij ook propagandist bij de Oost-Vlaamse afdeling van Bond Moyson in de regio Gent-Eeklo. Vervolgens was hij van 1983 tot 1988 directeur van het vakantiecentrum De Ceder in Deinze. Hiermee was hij de eerste directeur van het centrum na een noodzakelijke renovatie na jarenlang verval van de instelling. Aansluitend was hij secretaris-schatbewaarder van Bond Moyson in de regio Gent-Eeklo van 1988 tot 1995, het jaar waarin hij zijn eerste voltijdse politieke mandaat opnam als schepen in Gent.
In de bestuursperiode 1989-1995 was hij fractieleider van de SP-fractie in de Gentse gemeenteraad. Bij de Belgische gemeente- en provincieraadsverkiezingen van oktober 1994 werd Termont opnieuw verkozen en zette hij zijn professionele activiteiten stop om voltijds politicus te worden. In dat jaar begon immers zijn eerste ambtstermijn als schepen van de haven, van economische ontwikkeling en van nutsvoorzieningen van de stad Gent. Bij de gemeenteraadsverkiezingen van 2000 werd hij opnieuw verkozen met meer dan 5000 voorkeurstemmen. Hij behield de bevoegdheden voor haven en economie en kreeg er feestelijkheden bij en hij ging tevens zetelen in het nationaal partijbestuur van de sp.a.
Bij de gemeenteraadsverkiezingen van 2006 trok hij de lijst van het kartel sp.a-Spirit en leidde hij zijn partij naar de overwinning. Hij volgde hierop begin 2007 Frank Beke op als burgemeester.
Behalve burgemeester van de stad Gent bekleedde Daniël Termont verschillende mandaten in de energiesector. Zo was hij van 2007 tot 2017 ondervoorzitter van TMVW Integraal Waterbedrijf, een drinkwaterintercommunale en was hij van 2009 tot 2023 voorzitter van het private gastransportbedrijf Fluxys, waar hij sinds 1998 bestuurder is en dat hoofdaandeelhouder is van de Belgische gemeentelijke holding in de gassector Publigas. Ook van dit laatste bedrijf was hij van 2002 tot 2020 voorzitter, net als van de Vlaamse Energieholding (VEH), waarvan hij van 2004 tot 2017 voorzitter was. Termont werd verder nog van 2007 tot 2018 ondervoorzitter van het Havenbedrijf Gent en tot 2017 fbestuurslid bij Finiwo, de Financieringsintercommunale voor Investeringen in West- en Oost-Vlaanderen. Sinds 2020 is hij tevens voorzitter van het Ziekenhuisnetwerk Gent.
Als supporter van de Gentse voetbalclub KAA Gent is hij ook daar bestuurslid van de overkoepelende organisatie Buffalo nv.
In 2012 kwam hij opnieuw op als lijsttrekker in de gemeenteraadsverkiezingen onder het motto "Samen Gentenaar". Zijn kartellijst sp.a-Groen haalde de absolute meerderheid, waardoor Termont burgemeester kan blijven. Termont behaalde een persoonlijke score van 44.561 voorkeurstemmen, wat een nieuw record was. Het voorkeurstemmenrecord stond voordien op naam van de liberaal Willy De Clercq, die in 1976 21.324 voorkeurstemmen haalde. Bij de gemeenteraadsverkiezingen van 2018 was hij lijstduwer van de sp.a-Groen-lijst in Gent. Termont werd nog verkozen, maar besloot zijn zetel niet in te nemen.
Daniël Termont vertegenwoordigde de stad Gent ook in het Europese stedennetwerk Eurocities. Hij werd lid (en schatbewaarder) van het Executive Committee. Van 2014 tot 2016 was hij vicevoorzitter en van 2016 tot 2018 voorzitter van Eurocities.
In maart 2024 werd Termont voorzitter van de pas opgerichte vennootschap Durcim International, die Vlaamse bedrijven wil helpen met investeringen in duurzame projecten in Marokko.
Termont was tevens lijstduwer op de Oost-Vlaamse sp.a-lijst voor de Vlaamse verkiezingen van juni 2009 en die van mei 2014. Beide keren werd hij verkozen in het Vlaams Parlement, maar hij besloot telkens te verzaken aan zijn mandaat om zich aan zijn burgemeesterschap te wijden.

## Uitslagen verkiezingen
| Verkiezing                      | Kieskring       | Datum           | Lijst       | Plaats op lijst       | Voorkeursstemmen | Uitslag       | Partijuitslag binnen kieskring |
| ------------------------------- | --------------- | --------------- | ----------- | --------------------- | ---------------- | ------------- | ------------------------------ |
| Gemeenteraadsverkiezing         | Gent            | 8 oktober 2006  | sp.a-spirit | 1e plaats             | 19.800           | 1e titularis  | 31,58 %                        |
| Vlaamse parlementsverkiezingen  | Oost-Vlaanderen | 7 juni 2009     | sp.a        | Lijstduwer-27e plaats | 13.712           | 4e titularis  | 14,87 %                        |
| Federale parlementsverkiezingen | Oost-Vlaanderen | 13 juni 2010    | sp.a        | Lijstduwer-20e plaats | 17.028           | niet verkozen | 14,15 %                        |
| Gemeenteraadsverkiezing         | Gent            | 14 oktober 2012 | sp.a-Groen  | 1e plaats             | 44.561           | 1e titularis  | 45,5 %                         |
| Vlaamse parlementsverkiezingen  | Oost-Vlaanderen | 25 mei 2014     | sp.a        | Lijstduwer-27e plaats | 17.198           | 4e titularis  | 14,24 %                        |
| Gemeenteraadsverkiezing         | Gent            | 14 oktober 2018 | sp.a-Groen  | Lijstduwer-53e plaats | 7.248            | 4e titularis  | 33,5 %                         |

## Eerbetoon
Daniël Termont ontving volgende eretekens:
- Officier in de Kroonorde
- Commandeur in de Orde van Bernardo O’Higgins (Chili)
- Burgerlijke medaille Eerste Klasse
- Ereburger van de stad Asuncion (Paraguay)
- Officier in de Leopoldsorde
- Kruis van Officier van Verdienste van de Republiek Polen
- Ereconsul van Marokko[13][14]

Termont werd in 2014 verkozen tot de top drie van beste burgemeesters van de wereld en was hiermee de beste Europeaan en de beste Belgische burgemeester ooit. Uiteindelijk werd hij tweede.